# Noche de titanes
Noche de titanes (título original: Rough Night in Jericho) es un western estadounidense de 1967 dirigido por Arnold Laven y protagonizado por Dean Martin, George Peppard, Jean Simmons, John McIntire, Slim Pickens, Don Galloway y Brad Weston. 
Basado en la novela The Man in Black de Marvin H. Albert, que participó en la elaboración del guion.

## Argumento
Un ex sheriff (despedido por corrupto) intenta hacerse con la línea de diligencias del pueblo de Jericho. Otro individuo que anteriormente fue sheriff, intentará impedirlo.

## Comentarios
En este film, Dean Martin, por primera y única vez en su carrera, encarna al villano. Aunque con anterioridad había interpretado a estafadores y vividores, estos personajes nunca habían constituido auténticos villanos.
La canción Hold Me fue compuesta por Phil Zeller y Don Costa.

## Otros créditos
- Fecha de estreno: estrenada en Dallas el 11 de agosto de 1967.
- Sonido: Westrex Recording System.
- Sonido: Frank H. Wilkinson y Waldon O. Watson.
- Supervisor musical: Joseph Gershenson.
- Productor asociado: Alvin G. Manuel.
- Director de segunda unidad: James Curtis Havens.
- Asistente de dirección: Joseph E. Kenney.
- Dirección artística: Frank Arrigo y Alexander Golitzen.
- Decorados: John McCarthy Jr. y James Redd.
- Diseño de vestuario: Helen Colvig (vestuario masculino) y Rosemary Odell (vestuario femenino).
- Maquillaje: Bud Westmore.
- Peluquería: Larry Germain.